# Iglesia de Todos los Santos (Puerto de la Cruz)
La iglesia de Todos los Santos (en inglés: All Saints' Church) es un templo de culto anglicano situado en la ciudad de Puerto de la Cruz en la isla de Tenerife (Islas Canarias, España). 

## Historia
Las primeras comunidades anglicanas llegadas a Canarias se establecieron principalmente en las ciudades de Puerto de la Cruz, Santa Cruz de Tenerife, Las Palmas de Gran Canaria y en menor medida en Santa Cruz de La Palma.
En el Puerto de la Cruz el culto anglicano se estableció originalmente todos los domingos en la casa del vicecónsul Peter Reid, aunque él era presbiteriano y perteneciente a la Iglesia de Escocia.
En 1887 se fundó la Taoro Company, la cual ese mismo año designaría el terreno gratuito para la construcción de un templo anglicano. En noviembre de ese año el obispo de la diócesis anglicana de Sierra Leona Ernest Graham visitó el Puerto de la Cruz y formó un comité para poner en marcha el proyecto del templo.
La iglesia se construyó con dinero donado por visitantes extranjeros y británicos residentes en la ciudad. El órgano, el púlpito, las ventanas de cristal pintadas, la pila bautismal y otros enseres fueron donaciones privadas. Por su parte, la casa parroquial y el retablo fueron regalos de la madre de Walter Long Boreham y otros miembros de su familia. La Iglesia de Todos los Santos de Puerto de la Cruz fue el primer templo anglicano construido en las Islas Canarias, además también esta ciudad tiene el cementerio anglicano más antiguo del archipiélago.
El templo se encuentra dentro del Parque Taoro y es un vestigio más de la importante colonia inglesa que en el siglo XIX se instaló en esta ciudad. El estilo de la edificación es neogótico inglés. La primera piedra de la iglesia fue colocada el 7 de mayo de 1890, por la viuda de Mr. Charles Spencer.
En 1964 este templo anglicano pasó a depender de la Diócesis Anglicana de Gibraltar.

## En la actualidad
Las misas se celebran cada domingo a las 11 horas. La zona parroquial de la Iglesia de Todos los Santos actualmente incluye todo el norte de Tenerife, el área metropolitana de la isla y la isla de La Palma. Para la zona sur de Tenerife se encuentra la Capellanía Anglicana de San Francisco de Tenerife Sur en el municipio de Adeje.